# 辻範明
辻 範明（つじ のりあき、1952年 - ）は、日本の実業家で長谷工コーポレーション代表取締役会長。

## 来歴・人物
岡山県出身。金光学園高等学校を経て、関西大学法学部卒業。
1975年長谷川工務店（現・長谷工コーポレーション）入社。1999年取締役、2010年代表取締役副社長、長谷工アネシス代表取締役社長などを経て、2014年4月より長谷工コーポレーション代表取締役社長。2020年代表取締役会長。2023年、旭日中綬章受章。